# Contea di Lintan
La contea di Lintan (临潭县S, Líntán XiànP) è una contea della Cina, situata nella provincia del Gansu e amministrata dalla prefettura autonoma tibetana di Gannan.